# NGC 539
NGC 539 je galaksija u zviježđu Kit.

## Vanjske poveznice
- SEDS: NGC 0539